# Héctor Font
Héctor Font Romeo est un footballeur espagnol né le 15 juin 1984 à Villarreal, qui évolue au poste d'attaquant pour le Real Oviedo.

## Palmarès
- Villarreal CF
  - Vainqueur de la Coupe Intertoto en 2004.